# Sombath Somphone
Sombath Somphone (laotisch: ສົມບັດ ສົມພອນ, Aussprache: [sǒmbǎt sǒmpʰɔ́ːn]) (* 17. Februar 1952 in der Provinz Khammuan im Königreich Laos) ist studierter Landwirt und Bürgerrechtler.

## Leben

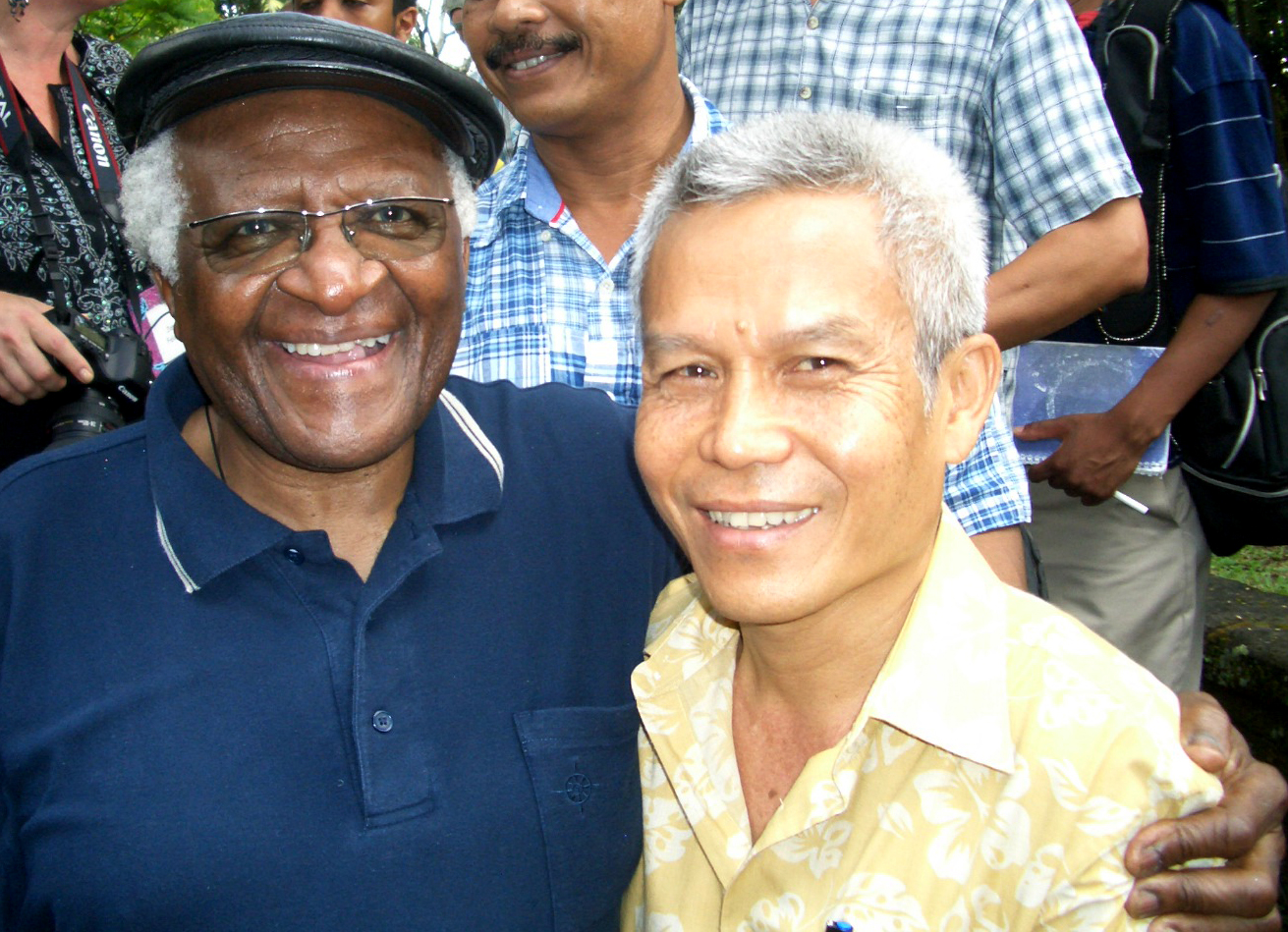
Sombath Somphone (rechts) mit Desmond Tutu 2006

Somphone wurde als ältestes von acht Geschwistern einer armen Bauernfamilie geboren. Einen Teil seiner Schulausbildung erhielt er auf einer Highschool in Wisconsin in den USA im Rahmen des Austauschprogramms des AFS Interkulturelle Begegnungen. Anfang der 1970er Jahre erhielt er ein Stipendium für ein Studium an der University of Hawaii. Dort legte er 1974 das Bachelorexamen in Erziehungswissenschaften ab und schloss 1978 mit einem Masterexamen in Landwirtschaft ab.
Nach der Gründung der Demokratischen Volksrepublik Laos 1975 kehrte Sombath in seine Heimat zurück und lehrte dort die Methoden der Nachhaltigen Landwirtschaft, damit das Land eine sichere Ernährungslage erreichen konnte. Weitere Unternehmungen waren die Bewertung lokaler ländlicher Arbeitsmethoden auf gemeinschaftlicher Basis. Die laotische Regierung gab ihm 1996 die Genehmigung für die Einrichtung des Participatory Development Training Center (PADETC), in dem junge Menschen und Regierungsangestellte der unteren Verwaltungsebene mit den Prinzipien der Entwicklung von gemeinschaftsbezogenen Projekten vertraut gemacht werden. Das Zentrum war für lange Zeit die einzige Nichtregierungsorganisation mit dieser Zielsetzung in Laos.
Sombath ist mit Shui-Meng Ng, die aus Singapur stammt, verheiratet.

## Entführung
Am Abend des 15. Dezember 2012 wurde Sombath in der Hauptstadt des Landes Vientiane entführt. Eine Videoüberwachungsanlage hielt fest, dass er von Polizisten angehalten wurde und dann mit einem Pick-up fortgefahren wurde. Die Regierung lehnt jede Verantwortung für den Zwischenfall ab und kann keine Auskunft über den Verbleib des Bürgerrechtlers geben. Proteste gegen die Entführung erhoben die Europäische Union, die deutsche Botschaft in Vientiane, der UN-Hochkommissar für Menschenrechte (UNHCHR) und viele andere. Die US-amerikanische Außenministerin Hillary Clinton und Amnesty International drangen auf eine klare Untersuchung des Vorfalls und eine schnelle und sichere Rückkehr Sombaths in den Kreis seiner Familie. Eine Delegation des EU-Parlaments erkundigte sich im August 2013 in Laos erneut nach dem Fortschritt der Ermittlungen. Der EU-Abgeordnete Søren Bo Søndergaard zeigte sich daraufhin äußerst besorgt über die mangelnde Bereitschaft  zur Aufklärung seitens der laotischen Regierung und kündigte an, den Fall weiterhin zur Sprache zu bringen, bis er gelöst ist.
Ende 2013 wandte sich der Beauftragte des UN-Menschenrechtsrats anlässlich des Jahrestags der Entführung Sombaths an die laotischen Behörden mit der erneuten Forderung um schnelle Aufklärung, dies auch im Hinblick auf die für 2015 angestrebte Mitgliedschaft des Landes im Menschenrechtsrat der UNO.

## Preise und Auszeichnungen
- 2001: Human Resource Development Award der Wirtschafts- und Sozialkommission für Asien und den Pazifik der UNO.
- 2005: Ramon-Magsaysay-Preis for Community Leadership (CL).